# Bon Jovi (album)
Bon Jovi önmagáról elnevezett bemutatkozó albuma Bon Jovi 1984. január 21-én jelent meg.
Az is fontos, hogy ez az egyetlen Bon Jovi album, amelyen egy olyan dal jelent meg ("She Don't Know Me"), aminek megírásában a banda egyik tagjának sem volt szerepe.
Több mint 2 millió példányban kelt el.  A "Runaway" című dal volt a banda első Top 40-es slágere, amely elérte a 39. helyet a Billboard Hot 100-on 1984-ben.

## Az album számai
1. "Runaway" (Jon Bon Jovi, George Karak) – 3:50
2. "Roulette" (Bon Jovi, Richie Sambora) – 4:41
3. "She Don't Know Me" (Mark Avsec) – 4:02
4. "Shot Through The Heart" (Bon Jovi, Jack Ponti) – 4:25
5. "Love Lies" (Bon Jovi, David Rashbaum) – 4:09
6. "Breakout" (Bon Jovi, Rashbaum) – 5:23
7. "Burning For Love" (Bon Jovi, Sambora) – 3:53
8. "Come Back" (Bon Jovi, Sambora) – 3:58
9. "Get Ready" (Bon Jovi, Sambora) – 4:08

## Alkalmazottak
- Jon Bon Jovi – ének, gitár
- David Bryan – billentyűs hangszerek, háttérvokál (hitelesen David Rashbaum)
- Richie Sambora – gitár, háttérvokál
- Alec John Such – basszusgitár, basszus, háttérvokál
- Tico Torres – dob, cintányér, ütőshangszerek
- Roy Bittan – billentyűsök
- Chuck Burgi
- David Grahmme
- Doug Katsaros
- Frankie La Rocka – dob
- Hugh McDonald (zenész) – basszus
- Aldo Nova
- Tim Pierce (zenész) – gitár
- Mick Seeley – háttérének

### Technikusok
- Larry Alexander
- Jeff Hendrickson
- John Bengelshmy